# Дудко Михайло Андрійович
Михайло Андрійович Дудко (нар. 18 грудня (31 грудня) 1902, Петербург — 11 вересня 1981, Петербург) — артист балету. Заслужений артист РРФСР (1939). Балетмейстер і художній керівник Гатчинської німецької концертно-балетної групи (1942). З походження — українець.

## Біографія
Поступив в імператорське театральне училище при Петербурзькій імператорській трупі (у 1914 році училище стало називатися Хореографічним.). Педагоги С. К. Андріанов, В. А. Семенов, Л. С. Леонтьєв.
Студенти та викладачі ще довго згадували, як на одному з іспитів Михайло Дудко в парі з Лідією Івановою (учениця О. І. Преображенскої) виконували класичний дует на музику П. І. Чайковського, захват виплеснувся тоді за межі балетної школи і обом учням пророкували велике майбутнє. А життя обох склалася трагічно. Через кілька років, 16 червня 1924 року в Фінській затоці потонула молода балерина Лідія Іванова. Михайла Дудка чекали інші драматичні події, але все це буде потім.

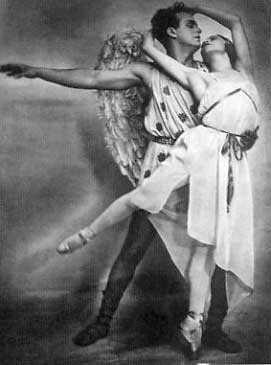
Психея — Галина Уланова, Ерос — Михайло Дудко(«Ерос» з хореографії М. М. Фокіна)

Революцію 1917 року, що змінила весь статус країни, Михайло Дудко зустрів студентом хореографічного класу. До моменту закінчення навчання М. Дудко в 1920 році, колишня імператорська школа — а з 1914 року імператорське хореографічне училище — перейменувалася Петроградське хореографічне училище.
У тому ж 1920 році Михайло Дудко був прийнятий до балетної трупи колишнього імператорського Маріїнського театру.
Його талант і яскрава зовнішність не могли не звернути на себе уваги. Дуже скоро він став виконавцем всіх провідних партій репертуару. Особливо відзначалися в його виконанні героїчні і романтичні характери.
Протягом 20 років Михайло Дудко був одним з перших танцівників ленінградського балету, вважався представником «французької школи». Критика відзначала: «Прекрасна манера триматися, благородний стиль танцю, скульптурність поз, ліризм — відмінні риси цього майстра».
У Леніградскому театрі опери та балету танцівник пропрацював до самого початку Великої Вітчизняної війни у 1941 рокі. З початком війни, в серпні 1941 року, працівники театру були евакуйовані. Але виїхати змогли не всі.
Михайло Дудко змушений був виїхати з Ленінграда, в результаті потрапив на окуповану територію. Скоро з'ясувалося, що неподалік, теж затиснутий війною, виявився видатний оперний співак Н. К. Печковський. Німці, які командували в цьому районі, дозволили їм концертувати. А потім німці вирішили створити трупу, приєднавши до них ще російських акторів. Щоб вижити, люди виступали в концертній бригаді.
Німці щиро хотіли створити хороший театр в Гатчині, і це їм вдалося. Михайло Дудко був призначений балетмейстером і художнім керівником концертно-балетної групи. Куди йому було діватися? Як і іншим, які потрапили в ці кліщі, — концертно-балетна трупа складалася з 15 осіб: поета, музиканта, акробатів, конферансьє для російських глядачів, конферансьє для німців, німецького фокусника і імпровізатора для німців. У програму входили танці та інші номери: виконання музичних творів, арій з класичних російських опер і німецьких романсів, художнє читання творів Михайла Зощенка.
Війна закінчилася. Здавалося б, найстрашніше позаду.
Однак у СРСР діяльність і навіть саме перебування на окупованих землях прирівнювалося до злочину. В результаті люди, жертви війни, були на своїй батьківщині визнані ворогами. Вони дійсно — і Печковский, і Дудко, — налякані, давали інтерв'ю німецьким газетам з вдячністю Адольфу Гітлеру і героїчного Вермахту. Тепер це їм ставилося в провину. Н. К. Печковский і М. А. Дудко були заарештовані — їхні дії були підведені під 58 статтю частину 10 (зрада батьківщині у формі антирадянської агітації і пропаганди), обидва отримали по 8 років. Всі заслуги Н. К. Печковский були забуті.
У зв'язку з арештом Михайла Дудка теж тут же всі його досягнення в радянському балеті були оголошені фікцією: радянські словники та енциклопедії оголосили його слабким танцівником, а всі перші партії, які він виконував до війни, — це, виявляється, не майстерність танцівника, а просто природні ефектні зовнішні дані (це було підло і брехливо: начебто зовнішні дані можуть замінити професіоналізм). Досі енциклопедія «Російський балет» проголошує:  «Гостра нестача солістів в 1920-і рр.. допомогла Дудко швидко зайняти положення прем'єра, виконавця провідних партій практично всього класичн. і сучас. репертуару. Д. не відрізнявся віртуозною танц. технікою, але мав надзвичайно ефектну сценічн. зовнішність, шляхетність манер, виступав гідним партнером балерин». Ці ж слова, безсоромні і несправедливі, копіюються іншими словниками та сайтами.
«Ефектна сценічна зовнішність», яка не дає спокою авторам енциклопедії «Російський балет», закривається гримом та й взагалі погано видно глядачам вже після четвертого ряду партеру. Не міг слабкий танцівник вести величезну частину репертуару балетної трупи, не впорався б. Майбутній балетмейстер та керівник балету московського Великого театру Р. В. Захаров писав у своїй мемуарній книзі «Слово про танець» ( Ростислав Захаров . Слово про танець. Видавництво: Молода гвардія, 1977), як ще учнем Ленінградського балетного училища захоплювався головними виконавцями в балеті «Раймонда» — Єлизаветою Гердт і Михайлом Андрійовичем Дудком, які, за загальним визнанням, становили дивно гармонійну пару. Михайло Дудко був одним з віртуозів Ленінградського балету. І з приводу гострої нестачі солістів балету в ті роки — теж не надто правдива інформація. Так, багато російські танцівники бігли від революції в еміграцію. Але ж не все. У ці роки ще виступали В. І. Пономарьов, до 1930 року в Ленінграді був педагог Михайла Дудка Віктор Семенов (потім переведений до Москви). До цього ж покоління відносяться легендарні артисти, які працювали в ті роки в Ленінградському театрі ім. Кірова: Петро Гусєв, Леонід Лавровський, Михайло Михайлов, Борис Шавров, трохи пізніше на ту ж сцену прийшов Олексій Єрмолаєв, потім Роберт Гербек та інші. У 1930 — і роки вони активно працювали. І проте Михайло Дудко виконував безліч головних партій, тобто був вже не гірше цих визнаних талантів радянського балету. У всій енциклопедії «Російський балет» це єдина стаття, яка настільки нешанобливо пише про артиста. У всіх інших статтях цілком дотримана нейтральність викладу(мабуть, ще один виняток становить стаття про балетмейстера В. Рейзінгер, перший постановника балету «Лебедине озеро», теж несправедливо звинуваченого у повній бездарності через єдину невдачу). Навіть про виконавців незначних партій не написано з таким приниженням.
Рідна країна обійшлася з артистами ще гірше фашистів — позбавила їх і свободи, і професії — і це при тому, що вони не скоювали злочинів: не вбивали, грабували, вони просто намагалися вижити в найтяжчих умовах за допомогою своєї професії.
Михайло Дудко звільнився у 1953 році. У 1953–1962 роках він, не маючи права повернутися в Ленінград, працював у театрах опери та балету Уфи, Новосибірська, Тбілісі.
У 1956 році М. Дудко взяв участь у постановці балету «Маскарад» Льва Лапутина в Новосибірському театрі опери та балету, виконавши партію Невідомого.
У 1960 році кіностудія «Грузія-фільм» зняла з Михайлом Дудком фільм- балет — це була екранізація спектаклю Тбіліського театру опери та балету «Венеціанський мавр Отелло» композитора А. Мачаваріані у постановці Вахтанга Чабукіані. Михайло Дудко танцював партію Брабанціо. Колись Вахтанг Чабукіані і Михайло Дудко були партнерами по сцені — в Ленінградському театрі опери та балету ім. Кірова; напевно В. Чабукиані, запросивши у фільм Михайла Дудка, намагався якось полегшити його існування. З боку Вахтанга Чабукіані це був, звичайно, громадянський подвиг.
Лише наприкінці життя Михайлу Дудку було дозволено переселитися в рідне місто. Але повернутися до професії він вже не міг за віком.
Михайло Андрійович Дудко помер 11 вересня 1981 року у Ленінграді, йому було 78 років.

## Репертуар
Усі партії датуються довоєнним періодом:
- 1922 — Ганс(«Сольвейг», балетмейстер П. Н. Петров), перший виконавець постановки
- 1922 — Соліст(«Шубертіана», балетмейстер А. І. Чекригін), перший виконавець постановки
- 1923 — Ерос(«Ерос», відновлення Ф. В. Лопухова, Чекригіна з хореографії М. М. Фокіна), перший виконавець постановки
- 1923 — Амун(«Єгипетські ночі», редакція Лопухова), перший виконавець постановки
- 1923 — Базиль(«Дон Кіхот», редакція Лопухова), перший виконавець постановки
- 1923 — Рене("«Павільйон Арміди», редакція Лопухова і Чекригіна), перший виконавець постановки
- 1923 — принц Кашлюк(«Лускунчик»; відновлення постановки Л. І. Іванова в декораціях першої постановки; балетмейстери Ф. В. Лопухов і А. В. Ширяєв)
- 1925 — Гигес(«Кандавл» — по спектаклю «Цар Кандавл», редакція Л. С. Леонтьєва), перший виконавець постановки(ця постановка так була відредагована на радянський лад, що в закуліссі звалася не «Кандавл», а «скандал»[9])
- 1929 — Капітан(«Червоний мак», балетмейстери Лопухов, В. І. Пономарьов, Л. С. Леонтьєв), перший виконавець
- 1931 — Конрад(«Корсар», редакція А. Я. Ваганової), перший виконавець постановки
- 1933 — Граф(«Лебедине озеро», редакція Ваганової), перший виконавець постановки
- 1934 — Гірей(«Бахчисарайський фонтан», балетмейстер Р. В. Захаров), перший виконавець
- 1935 — Клод Фролло(«Есмеральда», редакція Ваганової), перший виконавець постановки
- Феб — «Есмеральда»
- 1937 — Григорій(«Партизанські дні», балетмейстер В. І. Вайнонен), перший виконавець
- 1938 — Абдерахман(«Раймонда», редакція Вайнонена), перший виконавець постановки
- Жан де Брієн — «Раймонда»
- 1939 — Командор(«Лауренсія», балетмейстер В. М. Чабукиані), перший виконавець
- 1940 — Тарас(«Тарас Бульба», балетмейстер Ф. В. Лопухов), перший виконавець
- Люсьєн — «Пахіта»
- Іван-царевич — «Жар -птиця»
- Дезіре, Блакитний птах — «Спляча красуня»
- Альберт — «Жизель»
- Зігфрід — «Лебедине озеро»
- Наближений хана — «Коник-Горбоконик» Ц. Пуні
- Таор — «Дочка фараона»
- Дамис — «Випробування Даміса»
- Солор — «Баядерка»
- Юнак — «Шопеніана»
- Молодий маркіз і Актор — «Полум'я Парижа»
- Паріс — «Ромео і Джульєтта»